# Lorenzo Gafà
Lorenzo Gafà (1639–1703) je bil malteški baročni arhitekt in kipar. Oblikoval je številne cerkve na malteških otokih, tudi stolnico svetega Pavla v Mdini in stolnico Marijinega vnebovzetja v Victorii na otoku Gozo. Bil je mlajši brat kiparja Melchiorrja Cafe.

## Življenje in delo
Gafà se je rodil leta 1639 v kraju Birgu kamnoseškemu rezbarju Marcu Gafi in njegovi ženi Veronici. Svoje delovno življenje je začel kot kamnoseški rezbar z očetom in starejšim bratom Melchiorrjem, ki je postal priznan kipar. Morda je študiral arhitekturo v Rimu, a ni pisnega dokaza, da je kdaj zapustil Malto.
Do začetka 1660-ih je razvil močno zanimanje za arhitekturno oblikovanje in leta 1661 je sodeloval pri koru v cerkvi svetega Filipa v Żebbuġu. Pred letom 1666 je delal pri retablih glavnega oltarja v cerkvi svete Sholastike in v dominikanski cerkvi Marijinega oznanjenja, obe v rodnem mestu Birgu. Znano je, da je zasnoval oltar cerkve svetega Nikolaja v Valletti. Načrtoval ali sodeloval je pri gradnji teh cerkva:
- cerkev svetega Pavla, Rabat (1664–83)
- samostanska cerkev Brodoloma svetega Pavla, Valletta (1666–80)
- karmeličanska cerkev, Mdina (1668–72)
- cerkev Sarria, Floriana (1676)
- cerkev svetega Nikolaja, Siġġiewi (1676–93)
- samostan svete Sholastike, Birgu (1679)
- cerkev svetega Roka, Valletta (okoli 1680)
- cerkev svetega Lovrenca, Birgu (1681–97)
- cerkev svetega Petra mučenca, Marsaxlokk (1682)
- kupola cerkve svetega Jurija, Qormi (1684)
- cerkev svete Marije, Qrendi (1685–1712)
- cerkev Tal-Ħlas, Qormi (1690)
- cerkev svete Katarine, Żejtun (1692–1744)
- stolnica Marijinega vnebovzetja, Victoria, Gozo (1697–1711)
- povečanje cerkve Gospe zmage, Valletta (1699)

Nekateri viri prav tako navajajo, da je Gafà sodeloval pri gradnji: cerkve svete Katarine v Žuriku (1632-55), cerkvi Odrešenika v Kalkari (1650), cerkvi svete Marije v Žebbugu (1683), cerkvi svetega Duha v Žejtunu (1688), cerkvi svetega Duha v Mdini (1688), koru cerkve Marijinega rojstva v Naxxarju (1691), cerkvi Marijinega oznanjenja v Tarxienu (1692), cerkvi svetega Nikolaja v Mdini (1692), cerkvi svete Agate v Mdini (1694) in cerkvi svetega Julijana v Senglei (1696).
Leta 1679 je Gafà zasnoval in nadzoroval gradnjo kora cerkve svetega Pavla v Mdini, nato pa je oblikoval škofovsko palačo. Stolnica je bila delno uničena nekaj let kasneje med potresom na Siciliji 1693, vendar je novo zgrajen kor ostal nedotaknjen. Stara stolnica je bila porušena, med letoma 1696 in 1705 pa je bila zgrajena nova z Gafovimi baročnimi oblikami. Posvečena je bila 8. oktobra 1702 in velja za Gafovo mojstrovino. 
Gafà je prav tako zasnoval nekaj posvetnih zgradb, med katerimi so bile tudi Bichijeva vila (1675), palača generala galej v Birguju (pred 1695) in morda bolnišnica Ta 'Saura v Rabatu (1655).
Gafà je umrl 16. februarja 1703, ko je bil star 64 let. 